# Eumunididae
Eumunididae is een familie van kreeftachtigen uit de klasse van de Malacostraca (hogere kreeftachtigen).

## Geslachten
- Eumunida Smith, 1883
- Pseudomunida Haig, 1979